# Nick Phipps
Nick Phipps (ur. 9 stycznia 1989 w Baulkham Hills w Sydney) – australijski rugbysta występujący na pozycji łącznika młyna w zespole Waratahs, triumfator Super Rugby, reprezentant kraju zarówno w wersji piętnasto-, jak i siedmioosobowej, zwycięzca Pucharu Trzech Narodów 2011 oraz zdobywca srebrnego i brązowego medalu podczas pucharu świata w rugby, a także srebrny medalista igrzysk Wspólnoty Narodów z kadrą rugby 7.

## Kariera klubowa
Na poziomie klubowym związany był z Sydney Uni Football Club, z którym odnosił sukcesy zarówno w zespole juniorów, jak i w seniorskim Shute Shield.
W lipcu 2010 roku podpisał kontrakt na występy w nowo utworzonej franszyzie Melbourne Rebels, gdzie miał rywalizować z Richardem Kingim o miejsce zmiennika Sama Cordingleya. Kontuzja tego ostatniego spowodowała, iż już w drugiej rundzie sezonu 2011 został podstawowym łącznikiem młyna zespołu, a wysoka forma dała mu wyróżnienie dla najlepszego gracza Rebels według samych zawodników oraz najlepszego australijskiego debiutanta roku. Odrzucając ofertę Waratahs przedłużył następnie kontrakt o kolejne dwa sezony, a koszulkę numer dziewięć – bez jednego spotkania – utrzymał do końca pobytu w Melbourne.
Rekrutacja przez Rebels Luke’a Burgessa była jedną z przyczyn, dla której ogłosił powrót do rodzinnego stanu związując się dwuletnią umową z Waratahs. Już w jego pierwszym sezonie zespół po raz pierwszy triumfował w rozgrywkach Super Rugby, a Phipps przedłużył kontrakt do 2017.
W inauguracyjnej edycji National Rugby Championship został przydzielony do zespołu Sydney Stars, nie zagrał jednak w żadnym spotkaniu z uwagi na obowiązki w kadrze.

## Kariera reprezentacyjna
Był stypendystą Australian Institute of Sport. W stanowych barwach występował w mistrzostwach kraju U-16 wraz z Robem Horne'em zwyciężając w roku 2005.
W listopadzie 2009 roku otrzymał od Michaela O’Connora powołanie do kadry rugby siedmioosobowego za kontuzjowanego Jamesa Stannarda na dwa rozpoczynające sezon 2009/2010 turnieje. W tej serii zespół zajął trzecią lokatę w klasyfikacji generalnej, najlepszą od sezonu 2000/2001. Ostatnim sprawdzianem kadry przed turniejem rugby 7 na Igrzyskach Wspólnoty Narodów 2010 były Mistrzostwa Oceanii w Rugby 7 Mężczyzn 2010, w których zwyciężyła pokonując w finale ówczesnych triumfatorów IRB Sevens World Series, Samoańczyków. W Nowym Delhi Australijczycy odnieśli natomiast historyczny sukces zdobywając srebrny medal, złoto przypadło zaś triumfatorom wszystkich dotychczasowych edycji rugby 7 na Igrzyskach Wspólnoty Narodów, Nowozelandczykom. W tej kadrze Phipps pojawił się również w sezonie 2010/2011.
Po przejściu w roku 2010 do kategorii seniorów i zaledwie dziesięciu meczach w pierwszym zespole klubu został niespodziewanie powołany na tournée australijskiej reprezentacji do Europy jako trzeci łącznik młyna za Willem Genią i Lukiem Burgessem i swój pierwszy występ w barwach Wallabies zaliczył wchodząc na boisko z ławki rezerwowych w towarzyskim spotkaniu z Munster. Pozostał w kadrze również w kolejnym roku, w testmeczu zadebiutował niespodziewanie przegranym pojedynkiem z Samoa, a następnie wszedł na boisko w jednym meczu zakończonej pierwszym od dekady triumfie kampanii Wallabies w Pucharze Trzech Narodów. Wystąpił w barwach Australian Barbarians przeciwko Kanadzie, po czym został wymieniony w składzie na Puchar Świata w Rugby 2011. Podczas turnieju zagrał jedynie w spotkaniu z najsłabszą w grupie Rosją, a Australijczycy zdobyli brązowe medale po wygranej nad Walią w meczu o trzecie miejsce.
Podczas testmeczów w czerwcu 2012 roku Nic White był preferowanym zastępcą Genii, kiedy jednak obaj doznali poważnych kontuzji, Phipps objął rolę podstawowego łącznika młyna reprezentacji, tylko w jednym z dziewięciu pozostałych spotkań sezonu oddając koszulkę numer 9 Brettowi Sheehanowi. Początek kolejnego reprezentacyjnego sezonu zdominowany był przez tournée British and Irish Lions 2013, na które zawodnik otrzymał powołanie w drugiej turze, a choć został wyznaczony przez Robbie'ego Deansa na wszystkie trzy testmecze przeciwko turystom, na boisku pojawił się w epizodycznych rolach w dwóch z nich. Po zmianie selekcjonera na Ewena McKenzie'ego do końca sezonu nie zagrał już w żadnym spotkaniu, choć w listopadzie znajdował się w meczowym składzie przeciw Szkotom. W trzech testmeczach przeciwko Francuzom w czerwcu 2014 roku był zmiennikiem Nica White’a, a w ostatnim z nich zdobył swoje pierwsze w reprezentacyjnej karierze przyłożenie. Tę samą rolę pełnił w dwóch spotkaniach o Bledisloe Cup otwierających The Rugby Championship 2015, następnie jednak przejął rolę pierwszego łącznika młyna, której nie oddał już do końca roku, także pod wodzą Michaela Cheiki.

## Varia
- Uczęszczał do The King’s School, gdzie jego ojciec był dyrektorem sportowym[65], następnie studiował na Swinburne University of Technology[66] oraz Uniwersytecie w Sydney[67].
- Był ambasadorem Royal Flying Doctor Service of Australia[68].
- Pochodzi z rodziny związanej z Wallabies[69] – w reprezentacji kraju występował również jego dziadek James[70] wraz ze swym bratem Peterem[71].